# Sudoeste (Camarões)
Sudoeste (em francês:  Sud-Ouest; em inglês:  Southwest) é uma região dos Camarões, cuja capital é a cidade de Buéa. Sua população em 2005 era 1 316 079 habitantes.

## Departamentos
Lista dos departamentos da província com suas respectivas capitais entre parênteses:
- Fako (Limbe)
- Koupé-Manengouba (Bangem)
- Lebialem (Menji)
- Meme (Kumba)
- Manyu (Mamfé)
- Ndian (Mundemba)

Principais cidades além das capitais acima: Fontem, Mutengene e Tiko.

## Demografia
| 1976    | 1987    | 2005      |
| 620 515 | 838 042 | 1 316 079 |